# 巫溪紫堇
巫溪紫堇（学名：Corydalis bulbilligera）为罂粟科紫堇属下的一个种。

## 扩展阅读
維基物種上的相關：巫溪紫堇